# Samsunport
Samsunport, benannt nach der Stadt Samsun, ist der größte Seehafen der Türkei am Schwarzen Meer. 

## Geographie
Samsunport liegt in einer Bucht und wird nach Norden durch einen 1.580 m und nach Osten durch einen 3.132 m langen Wellenbrecher geschützt. Er ist der größte Hafen an der türkischen Schwarzmeerküste und aufgrund der günstigen Eisenbahn- und Straßenverbindungen in das Hinterland der wichtigste Umschlagplatz für den Warenverkehr von und nach Anatolien. Wartende Schiffe finden außerhalb des Hafens einen guten Ankerplatz.

## Geschichte
Bereits seit der Stadtgründung wird die Bucht als Naturhafen genutzt. Die Vorbereitungen für eine kommerzielle Nutzung begannen 1910, sie wurden jedoch durch den Ersten Weltkrieg unterbrochen. Zwischen 1926 und 1944 wurden die Pieranlagen von lokalen Unternehmen betrieben und danach stand der Hafen unter staatlicher Verwaltung. Am 16. Mai 2008 erwarb die Cey Group für 125 Mio. US-Dollar das Recht, den Hafen für 36 Jahre zu betreiben. Zu diesem Zweck wurde das Samsunport-Samsun International Port Management gegründet, das im April 2010 den Betrieb des Hafens übernommen hat.

## Waren und Verkehr
Im Samsunport werden überwiegend Waren der Schwarzmeer-Wirtschaftskooperation und des Transitverkehrs in den Iran und weitere Staaten des Nahen Ostens umgeschlagen.
Regelmäßige Seeverbindungen bestehen zu den wichtigsten Schwarzmeerhäfen Bulgariens, Georgiens, Rumäniens, Russlands und der Ukraine. Über die türkischen Meerengen Bosporus und Dardanellen können alle Seehäfen der Welt und über die Donau und den Main-Donau-Kanal die Häfen in Mitteleuropa erreicht werden. Die Fährverbindung nach Warna ist ein Teil der Europastraße 70.
Samsunport ist untergliedert in den Haupthafen (türkisch Ana Liman) und den Industriehafen (Sanayi Rıhtımı). Im Haupthafen können Schiffe mit einem Tiefgang bis zu 10 m an sechs Liegeplätzen mit einer Kailänge von zusammen 1.176 m abgefertigt werden. Die drei Liegeplätze im Industriehafen haben eine Wassertiefe von 11 m und am Liegeplatz Nr. 8 können Eisenbahnfähren abgefertigt werden. Insgesamt umfassen die Hafenanlagen eine Fläche von 445.000 m².
In den kommenden Jahren sollen 32 Mio. US-Dollar in den Hafenausbau investiert werden.